# Troy Bayliss
Troy Bayliss (ur. 30 marca 1969 w Taree)  australijski motocyklista wyścigowy. Jest jednym z najbardziej utytułowanych zawodników w historii wyścigów motocyklowych. Trzykrotnie zdobył tytuł mistrza świata klasy WSBK, ponadto zdobył tytuł mistrza BSB oraz zwyciężył w wyścigu klasy MotoGP.

## 1992-1999: Początki
Troy Bayliss zaczął startować w wyścigach motocyklowych w wieku 23 lat. Wygrał pierwszy wyścig, w jakim wziął udział. W następnych wyścigach spisywał się na tyle dobrze, że w 1995 roku zdecydował się startować w australijskich mistrzostwach klasy Supersport. Ukończył je jako wicemistrz Australii. W 1996 roku przeniósł się do australijskich mistrzostw klasy Superbike. Ukończył je na 3 miejscu. W tej samej klasie, w 1997 roku zdobył wicemistrzostwo Australii. W tym samym roku Bayliss dostał dziką kartę na wyścig o Grand Prix Australii w kategorii 250 cm³. Wystartował w zespole Ariego Molenaara na motocyklu Suzuki. Ukończył wyścig na szóstym miejscu. Następnie w 1998 roku przeniósł się do BSB. W 1999 roku zdobył tytuł mistrza Wielkiej Brytanii.

## 2000-2002: World Superbike
Na początku 2000 roku startował w AMA Superbike. W tym samym roku zadebiutował w WSBK, zastępując kontuzjowanego Carla Fogartego. Już rok później (2001) zdobył mistrzostwo świata. W 2002 roku został wicemistrzem, przegrywając jedynie z Colinem Edwardsem.

## 2003-2006: MotoGP
W sezonie 2003 zadebiutował w klasie MotoGP na motocyklu Ducati. Pierwszy sezon ukończył w klasyfikacji generalnej na szóstym miejscu. Przegrał tytuł debiutanta roku tylko z Nickym Haydenem. Sezon 2004 był dla niego nieudany. Ukończył go dopiero na czternastym miejscu. Jednakże dobre rezultaty pod koniec sezonu umożliwiły mu starty w 2005 w zespole Sito Ponsa na motocyklu Hondy. Ten sezon również był dla niego nieudany, ponieważ doznał kontuzji ręki i po tym sezonie odszedł z MotoGP. Powrócił na moment w sezonie 2006, zastępując kontuzjowanego Sete Gibernau w ostatniej rundzie sezonu o Grand Prix Walencji. Wygrał ten wyścig i było to jego pierwsze i ostatnie zwycięstwo w MotoGP.

## 2006-2008: Powrót do World Superbike i zakończenie kariery
W sezonie 2006 Australijczyk powrócił do WSBK na motocyklu Ducati i zdobył swój drugi tytuł MŚ Superbike. W sezonie 2007 zajął czwarte miejsce. Natomiast sezon 2008 też był dla niego zwycięski, zdobył trzeci tytuł i tym samym zakończył swoją karierę.

## Życie prywatne
Jest żonaty, ma troje dzieci: Mitcha, Abbey oraz Ollie.